# Луиза Савойская
Луиза Савойская (фр. Louise de Savoie; 11 сентября 1476 — 22 сентября 1531) — принцесса Савойская, мать французского короля Франциска I, которая играла ключевую роль в событиях его царствования. Помимо Франциска, у неё была дочь — писательница Маргарита Наваррская.

## Биография
Луиза родилась в семье савойского герцога Филиппа Безземельного и Маргариты де Бурбон — дочери Карла I де Бурбона от брака с Агнессой Бургундской, дочерью герцога Бургундского Жана Бесстрашного.

Воспитывалась при дворе двоюродной сестры, Анны де Боже. Там она сдружилась с Маргаритой Австрийской, которая, будучи невестой дофина, жила при французском дворе. Впоследствии их дружба помогла примирить Испанию и Францию благодаря миру в Камбре. 

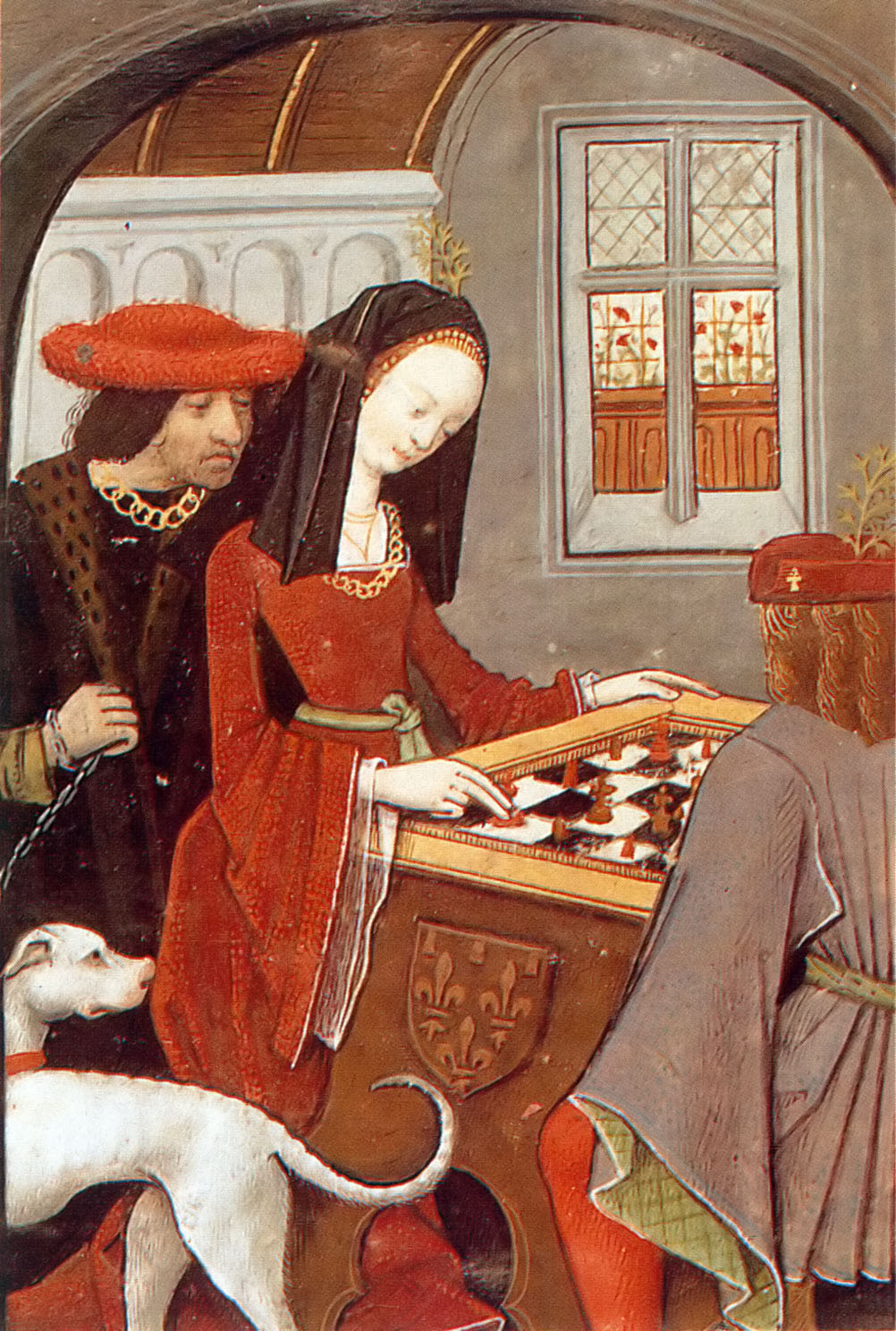
Робине Тестар. Карл Ангулемский и Луиза Савойская играют в шахматы

В 12 лет её выдали замуж за Карла Ангулемского из Орлеанской ветви правящего дома Валуа. Основным местопребыванием супругов был Коньяк, где у них родилось двое детей —  будущий Франциск I и будущая королева Маргарита Наваррская.
В 18 лет Луиза Савойская стала вдовой и на протяжении остатка жизни носила чёрное платье. По приглашению Людовика XII жила с детьми в королевском замке Амбуаз. В августе 1508 года сын и дочь Луизы Савойской переехали в Париж, она же удалилась в Ангулем. Луиза увлекалась тонкостями политики и дипломатии, глубоко интересовалась достижениями искусства и науки Возрожденческой Италии. Она желала, чтобы её дети были воспитаны в духе итальянского Ренессанса, в чём ей помогал итальянский духовник Кристофор Нюмай из Форли.
После смерти Анны Бретонской в 1514 году Луиза Савойская перебралась в Париж, где 8 мая 1514 года, её сын женился на дочери Людовика XII — Клод Французской, став первым в очереди на трон Франции.

### Мать короля
После смерти Людовика XII, 1 января 1515 года, Франциск стал королём Франции. 4 февраля 1515 года Луиза стала герцогиней Ангулемской и Анжуйской. Новоиспечённая мать короля стала активно заниматься политикой от имени своего сына, имея огромное могущество и влияние «королевы-матери», в особенности, в первые годы его правления. Она окружила себя итальянцами и поселила при дворе своих братьев — Рене и Филиппа (от последнего происходит Савойско-Немурский дом). Она проводила политику семейных союзов, которую впоследствии без особого успеха попытается продолжить Екатерина Медичи. Как пример, Луиза организовала брак своей сестры Филиберты с флорентийским правителем Джулиано Медичи.

### Регентство
Летом 1515 года, когда Франциск I, продолжив участие в Войне Камбрейской лиги, направился на итальянские земли, Луиза Савойская стала регентом, осуществляя все обязанности главы французского правительства.
Во время пленения Франциска императором Священной Римской империи - Карлом V с 1525 по 1526 годы, мать короля вновь становится регентом государства, получив все рычаги власти. Во время регентства она выступала за дружеские отношения с Османской империей, направив миссию к султану Сулейману Великолепному, но процессия затерялась в Боснии. В декабре 1525 года Луиза отправляет вторую миссию во главе с Жаном Франжипани, которому удалось добраться до Константинополя, столицы Османской Империи, с тайным письмом, где содержалась просьба о спасении короля Франциска I и нападении на Габсбургов. Франжипани вернулся с положительным ответом от Сулеймана. 6 февраля 1526 года наметились первые шаги франко-турецкого альянса.
По итогу Франциску I пришлось подписать Мадридский договор, чтобы выйти из плена.

### Камбрейский мир
Луиза Савойская была главным инициатором заключения договора в Камбре между Францией и Священной Римской империей от 3 августа 1529 года. Этот договор, также называемый «Дамским миром», положил конец Второй итальянской войне и временно подтвердил гегемонию Габсбургов в Италии. Он был подписан самой Луизой Савойской и тёткой императора Карла V - Маргаритой Австрийской.

### Борьба за Бурбонское наследство
В 1521 году умерла последняя представительница прямой ветви рода Бурбонов — Сюзанна де Бурбон. Спустя три года, в 1523 году, Луиза Савойская предложила свою руку бывшему мужу Сюзанны, только что овдовевшему герцогу Карлу Бурбону и, получив отказ, вместе с новоявленным фаворитом Бониве стала преследовать его, прикрываясь сомнительными правами своей матери на бурбонское наследство, чем и способствовала измене герцога и конфискации его владений. После этого в её руках сосредоточился огромный феодальный домен, включавший в себя Бурбоннэ, Божоле, Овернь, Марш, Ангумуа, Мэн и Анжу. Герцогство Немур она уступила брату Филиппу.

### Смерть
Луиза Савойская умерла 22 сентября 1531 года, в Гре-сюр-Луан. Её останки были погребены в аббатстве Сен-Дени. Благодаря своей внучке - королеве Наварры Жанне III, Луиза является прародительницей всех последующих французских королей из династии Бурбонов.
После её смерти (по легенде, она умерла от страха перед кометой) её сын, французский монарх, предъявил свои претензии на савойский трон герцогу Карлу III (1504—1553), который приходился ему дядей. Возобновив Итальянские войны в 1538 году, французские войска оккупировали Савойю и почти весь Пьемонт. Французы прочно обосновались в завоеванных землях и только в 1559 году по Като-Камбрезийскому миру были вынуждены вернуть их сыну Карла III, Эммануилу Филиберту (1553—1580).
Луиза Савойская считалась незаурядной шахматисткой своего времени. По её заказу придворный миниатюрист Робине Тестар создал для библиотеки в Коньяке манускрипты шахматных трактатов «Livre des échecs amoureux» и «Нравоучительная книга о шахматах любви» Эврара де Конти, а также «Les échecs moralisés» Jacques de Cessoles. На его миниатюре Луиза Савойская играет в присутствии мужа в шахматы с придворным.